# Гаражно-строительный кооператив

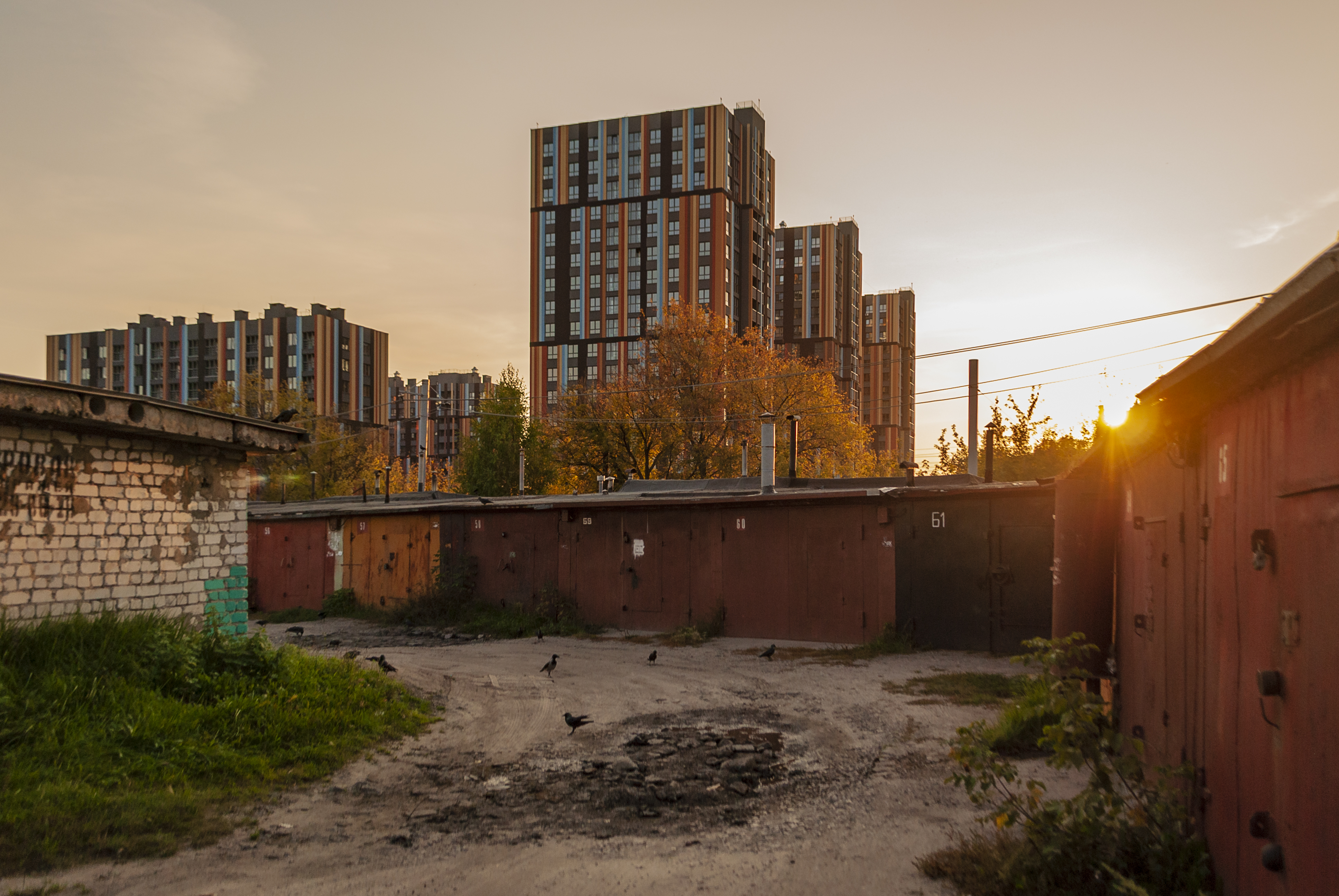
ГСК № 19 «Автолюбитель» в Нижнем Новгороде

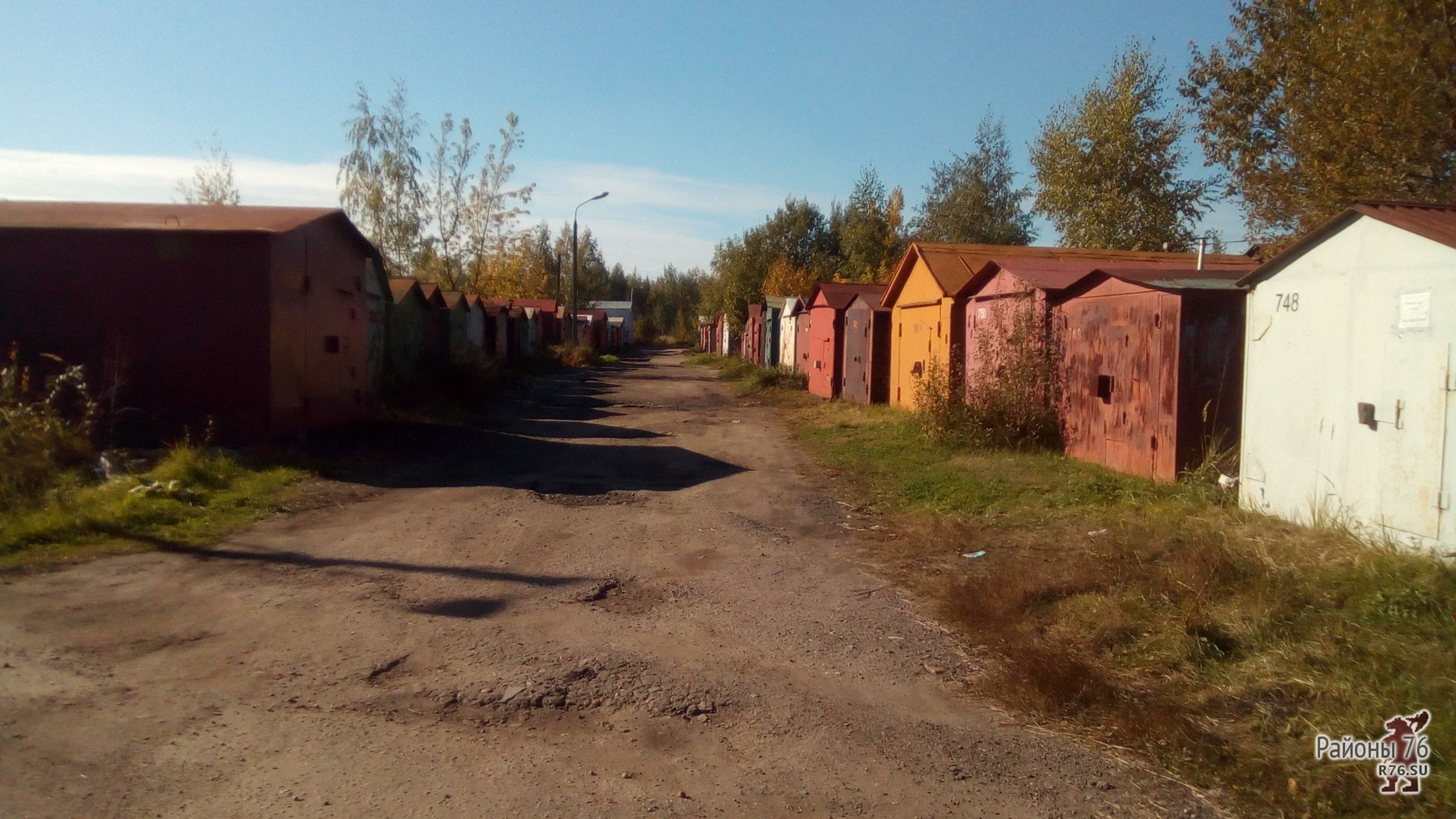
ГСК «Судостроитель» в Ярославле, микрорайон Дядьково, 2018 год

Гаражно-строительный кооператив — организация, созданная гражданами на добровольных началах с целью обеспечения необходимых условий для хранения автомобилей, а также для эксплуатации и управления гаражами.
Деятельность гаражно-строительного кооператива регулируется действующим законодательством и уставом кооператива. Кооператив считается созданным с момента регистрации его устава. Последний принимается общим собранием граждан — учредителей гаражно-строительного кооператива. Гаражи, построенные гаражно-строительным кооперативом, принадлежат кооперативу на праве коллективной собственности. Член гаражно-строительного кооператива, который полностью внес свой пай, приобретает право собственности на гараж и может распоряжаться им по своему усмотрению — продавать, завещать, сдавать в аренду, обменивать, совершать в отношении него сделки, не запрещенные законом. Оформление права собственности на гараж проводится с выдачей соответствующего свидетельства местными органами исполнительной власти или органами местного самоуправления. Свидетельство о праве собственности на гараж регистрируется в бюро технической инвентаризации. Деятельность гаражно-строительного кооператива контролируется местными органами исполнительной власти и органами местного самоуправления.

## ГСК в искусстве
- В фильме Э. Рязанова «Гараж» действие происходит на общем собрании ГСК «Фауна». На создание фильма авторов сподвигло присутствие Рязанова на подобном собрании пайщиков ГСК на «Мосфильме».
- Также о жизни ГСК рассказывается в телесериале «Гаражи (телесериал)».